# جمهوری خلق مجار (۱۹۱۹–۱۹۱۸)
جمهوری خلق مجار (به مجاری: Magyar Népköztársaság) و پس از آن جمهوری مجار (به مجاری: Magyar Köztársaság)، اولین جمهوری کوتاه‌مدت مجارستان بین ۱۶ نوامبر ۱۹۱۸ تا ۲۱ مارس ۱۹۱۹ و در پی انقلاب گل مروارید و انحلال اتریش-مجارستان پس از جنگ جهانی اول بود که بعد از وقفهٔ جمهوری شورایی (۲۱ مارس ۱۹۱۹–۱ اوت ۱۹۱۹) و کوتاه مدتی در ۱۹۲۰، پادشاهی مجارستان دوباره جایگزین آن شد.
در زمان کابینهٔ صلح‌طلب میهای کارویی، مجارستان کنترل تقریباً ۷۵ درصد از مناطق قبلی خود (۳۲۵٬۴۱۱ کیلومتر مربع) را بدون مقاومت مسلحانه از دست داد و در معرض اشغال خارجی قرار گرفت. به دنبال این دوره، نیروهای متفقین مجارستان را با شدت به عقب‌نشینی در پشت مرزهای تعریف‌شدهٔ آتی در کنفرانس صلح پاریس وادار کرده و برای ایجاد دولت‌های ملی از میان شهروندان غیر مجار پادشاهی سابق که ذی‌نفع اصلی آن پادشاهی رومانی، پادشاهی صرب‌ها، کروات‌ها و اسلوونی‌ها، جمهوری اتریش و جمهوری چکسلواکی بودند تلاش نمودند. پیمان صلح بعدی بین نیروهای متفقین و قدرت‌های وابسته و مجارستان با وجود اعتراض مجارستان امضا شد.